# Giovanni Battista Modio
Giovanni Battista Modio (talvolta anche noto coi nomi Gio. Battista Modio e Giovambattista Modio, nella versione latinizzata Iohannis Baptista Madius oppure Io. Baptista Madius; Santa Severina, dopo il 1500 – Roma, 12 settembre 1560) è stato un medico, filosofo, scrittore, biografo e letterato italiano; fu tra i primi seguaci di Filippo Neri.

## Biografia
Originario di Santa Severina, borgo collinare della Calabria Ulteriore, fu avviato agli studi di filosofia presso l'Archiginnasio di Napoli; in seguito passò a Roma, dove si avviò agli studi in medicina divenendo allievo di Francesco Fusconi fino al 1553, anno della morte di quest'ultimo.
In quegli anni Modio iniziò a frequentare gli ambienti accademici, dove entrò in contatto con alcuni dei maggiori esponenti di spicco di quell'epoca come Francesco Maria Molza e Claudio Tolomei.
Pubblicò la sua prima opera letteraria più famosa dal titolo Il convito, overo del peso della moglie, un dialogo diegetico ambientato a Roma durante il carnevale della città capitolina del 1554, in cui viene trattato il tema delle corna durante un convivio presieduto dall'allora vescovo di Piacenza Catalano Trivulzio e a cui parteciparono anche Lattanzio Gambara, Jacopo Marmitta, Trifone Benci, Gabriele Selvago, Antonio Francesco Raineri e Giovanni Paolo Cesario.
Fu altresì grande estimatore degli scritti di Alessandro Piccolomini.
Durante la stesura in lingua volgare di un Operetta de’ Sogni, il Modio si ammalò di febbre altissima; si spense dopo qualche giorno a Roma il 12 settembre 1560, nella tenuta di palazzo Ricci in via Giulia.

## Opere
- Giovanni Battista Modio, Il convito, overo del peso della moglie, Roma, per Valerio, e Luigi Dorici fratelli Bressani, 1554.
- Giovanni Battista Modio, Il Tevere ... Dove si ragiona in generale della natura di tutte le acque, et in particolare di quella del fiume di Roma, Roma, appresso a Vincenzo Luchini, 1556.
- Giovanni Battista Modio, Origine del proverbio che si suol dire "anzi corna che croci", Roma, A. degli Antonii, 1558.
- Jacopone da Todi, I Cantici del beato Iacopone da Todi, con diligenza ristampati, con la gionta di alcuni discorsi sopra di essi. Et con la vita sua nuovamente posta in luce, a cura di Giovanni Battista Modio, Roma, appresso Hipp. Salviano, 1558.